# Ittihad Baladiat Lakhdaria
Maillots
Actualités
Dernière mise à jour : 24 mai 2020.
Ittihad Baladiat Lakhdaria  (en arabe : إتحاد بلدية الأخضرية, en Kabyle : Taddukli n tɣiwant n Lexḍariya), plus couramment abrégé en IB Lakhdaria ou encore en IBL, est un club algérien de football fondé en 1929 et basé dans la ville de Lakhdaria, dans la Wilaya de Bouira.

## Histoire
L'Ittihad Baladiat Lakhdaria a évolué dans le premier Critérium d'Honneur lors de la saison 1962-1963, équivalent de la Division 1 algérienne. Le club évolue depuis la saison 2014-2015 dans le Championnat d'Algérie de 3e division, appelé Division nationale amateur (DNA).
Lors de la saison 2018-19, l'Ittihad Baladiat Lakhdaria se hissa en 16e de finale de la Coupe d'Algérie et se voit éliminé par le CS Constantine, après avoir battu en 32e de finale la JS Saoura, pensionnaire à l'époque de la Ligue 1, aux tirs au but.

## Structures du club

### Infrastructures
L'Ittihad Baladiat Lakhdaria joue ses matches à domicile au Stade Communal Mansour Khoudja Ali.

## Logos et couleurs

### Anciens logos
Les couleurs de l'Ittihad Baladiat Lakhdaria sont les Rouge et  Blanc.

Logo actuel du club